# Kraft Foods

Kraft-logó 2009-től

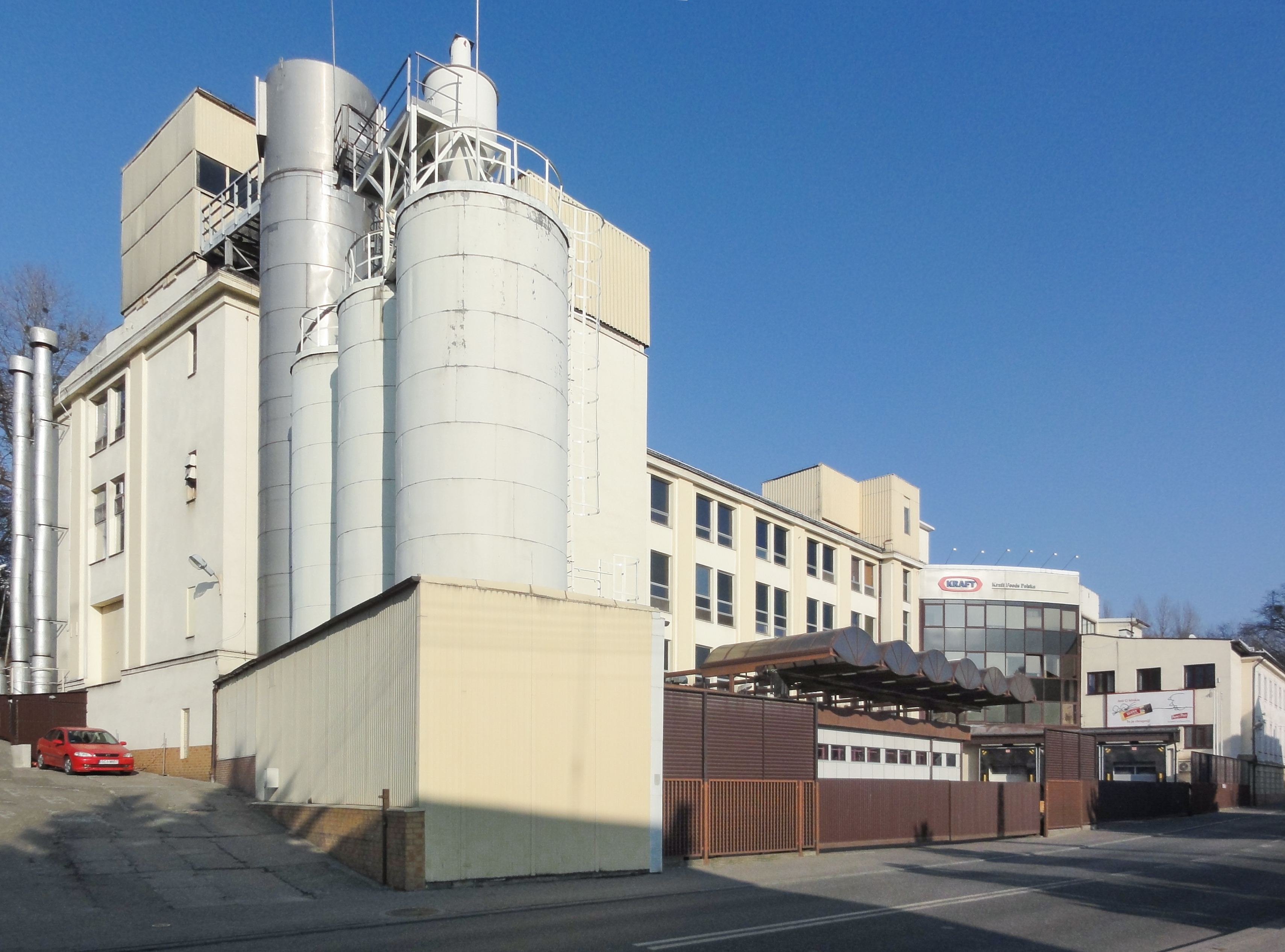
A lengyelországi Kraft Foods gyár Cieszynben

A Kraft Foods egy nagy amerikai élelmiszeripari cég volt, amely 2012-ben szünt meg.
Utódai a Mondelez International, illetve a Kraft Heinz Company.
Magyarországon 1993 óta volt jelen; neve 2000. július 3-tól Kraft Foods Hungária Kft. volt.
2007. november 29-én az Európai Bizottság jóváhagyta, hogy az amerikai Kraft megvásárolhassa a francia Danone cég Danone Biscuits elnevezésű (keksz, snack és gabonapehely) üzletágát. Az eladás jóváhagyásának feltételéül az Európai Bizottság spanyol kekszmárkák és egy spanyol gyár eladásán túlmenően a magyar Balaton márkanév eladását szabta az engedélyezés feltételéül. (E kötelezettségvállalások célja, hogy továbbra is fennmaradjon a verseny a keksz, snack és gabonapelyhek piacán.)

## Története
A Kraft Jacobs Suchardot 1993-ban hozták létre a Kraft General Foods európai részlege és a Jacobs Suchard egyesítésével. Az  amerikai érdekeltségű élelmiszeripari vállalatcsoport fő tevékenységi köre élelmiszer-feldolgozás és kereskedelem volt.

### Magyarországon
A cég magyarországi leányvállalata 1993-tól Kraft Jacobs Suchard Hungária Kft. néven működött. 2000. július 3-tól a cég neve Kraft Foods Hungária Kft. lett. Tevékenységébe csokoládé- és kávétermékek gyártása, kereskedelme tartozik, ami azt jelzi, hogy jelen van az édesség- és a kávépiacon egyaránt. 2001. évi nettó árbevétele 18 015 918 000 Ft volt. 2000. évi termelésének 66,5%-át a csokoládé adta, amellyel piacvezető volt.
2013. áprilisában a  Kraft Foods Hungária Kft. neve Mondelez Hungária Kft-re változott. A  magyar leányvállalat ezen a néven csatlakozott  a Mondelez Europe-hoz. Ugyanakkor a névváltozás nem érinti a Mondelez-csoportba tartozó székesfehérvári és győri gyárakat, ugyanis azok változatlan néven, Győri Keksz Kft.-ként integrálódnak a cégcsoportba.